# Oxyuranus temporalis
Oxyuranus temporalis je strupenjača iz družine strupenih gožev, ki so jo leta 2007 prvič opisali avstralski znanstveniki Paul Doughty, Brad Maryan, Stephen Donnellan in Mark Hutchinson. 

## Odkritje
Prvi primerek je oktobra leta 2006 ujel avstralski znanstvenik Mark Hutchinson 200 kilometrov severozahodno od Uluruja. Šlo je za mlado samico, ki jo je znanstvenik ujel sredi dneva, ko je prečkala cesto.
Kača je bila dolga okoli enega metra, ker pa je šlo za eno najbolj strupenih kač na svetu je ni podrobneje pregledal na kraju ujetja, temveč jo je le popisal in z ostalimi ujetimi kačami s tega potovanja poslal v Western Australian Museum v Perth.
Kasneje se je izkazalo, da gre za povsem novo vrsto tajpana, prvo po 125 letih.
Sprva so menili, da gre za kačo vrste Pseudonaja nuchalis, saj ji je bila ujeta kača na prvi pogled podobna tako po velikosti, kot tudi po obarvanosti. Nekaj tednov kasneje je Brad Maryan na takrat že mrtvi in konzervirani kači opazil, da ima veliko in bledo obarvano glavo, podobno obalnemu tajpanu.
Holotip, ljubkovalno poimenovan Scully (po liku iz serije X-Files), je bila manj kot meter dolga mlada samica, kar pomeni, da znanstveniki ne vedo natančno koliko merijo odrasle kače. Ostale vrste tajpanov lahko dosežejo dolžino do 3 metre.

## Nova vrsta
Oxyuranus temporalis se od ostalih dveh vrst tajpanov loči po številu lusk na glavi in je najverjetneje izjemno strupena kača, saj je v bližnjem sorodu z dvema od najbolj strupenih kač na svetu. Glede na to, da sta bila do slej ujeta samo dva primerka vrste, je o njej znanega zelo malo.
Novo vrsto so leta 2007 opisali avstralski znanstveniki Paul Doughty, Brad Maryan, Stephen Donnellan ter Mark Hutchinson.

## Ponovno odkritje leta 2010
Maja 2010 so v Veliki puščavi Viktoriji v Zahodni Avstraliji ujeli drugi primerek vrste O. temporalis. Takrat je šlo za odrasli primerek samice, ki je v dolžino merila 130 cm. Kačo so ujeli pripadniki staroselskega plemena Spinifex. Takrat so samico ujeli 165 kilometrov zahodno od meje z Južno Avstralijo, kar je 425 kilometrov južneje od kraja, kjer so znanstveniki ujeli holotip.